# ラメのパンタロン
「ラメのパンタロン」は、日本のバンドゆらゆら帝国の4枚目のシングルである。2001年5月3日発売。発売元はユニバーサルミュージック。

## 概要
- 前作から6ヶ月ぶりとなるシングル。
- アルバム『ゆらゆら帝国III』からのリカット。
- カップリングにはライブ音源が収録されている。

## 収録曲
1. ラメのパンタロン(3:12)
作詞：坂本慎太郎、作曲・編曲：ゆらゆら帝国
2. 男は不安定(BASIC TRACK from LIVE AT LIQUID ROOM 2001.2.21)(3:12)
作詞：坂本慎太郎、作曲・編曲：ゆらゆら帝国
3. 頭炭酸レディ(featuring YOKO)(2:19)
作詞：坂本慎太郎、作曲・編曲：ゆらゆら帝国
4. 3×3×3(BASIC TRACK from LIVE AT LIQUID ROOM 2001.2.21 featuring MICHIO KURIHARA)(2:19)
作詞：坂本慎太郎、作曲・編曲：ゆらゆら帝国
5. 少年は夢の中(LIVE AT LIQUID ROOM 2001.2.21 featuring MICHIO KURIHARA)(2:19)
作詞：坂本慎太郎、作曲・編曲：ゆらゆら帝国

## 収録アルバム
- オリジナル『ゆらゆら帝国III』（2001年2月21日）
- ベスト『1998-2004』（2004年9月16日）